# 松田佑貴
松田佑貴（日语：／ Matsuda Yūki，3月3日—），日本男性配音員、舞台演員、旁白。出身於東京都。81 Produce所屬。身高168cm。O型血。

## 人物
主要活躍於舞台。其舊藝名包括、（1997年10月20日起）。自1999年4月1日起，現名為松田 佑貴。
自2007年的《旅館之嫁》以來，他一直負責NHK連續電視小說的副聲道解說（儘管本身也在2005年擔任《戰鬥》的部分內容）。
興趣、特長：電腦。

## 演出
粗體字表示主要角色。

### 電視動畫
1995年
- 熊之噗太郎（日语：クマのプー太郎）（雙胞胎兄弟〈第2代〉）

1996年
- 魔法提琴手（通信兵）

1997年
- VIRUS -VIRUS BUSTER SERGE-（日语：VIRUS）（整備B）
- 靈異獵人（小孩、高中生A、學生A）

1998年
- 魔法陣都市（井澤）
- 超速YOYO（安濃慈圓馬）
- 爆走兄弟Let's & Go!! MAX（葛林）

1999年
- 天生一對（浦和克典）
- 快感指令（日语：快感・フレーズ）（青年）
- 金田一少年之事件簿（門脇靖浩）
- 仙界傳 封神演義 （紂王）
- 布布恰恰（1999年—2001年，阿金）2系列
- 平行世界物語（日语：デュアル!ぱられルンルン物語）（教務主任、研究所員、男學生、男性工程師、男性職員、士兵）
- 炸彈人 彈珠人爆外傳V（槍手寶、嗯哼寶）

2000年
- 萬有引力（小健）
- 幻影死神（作業員B）

2001年
- 辣妹當家（淺井孝司）
- 戰鬥陀螺（2001年—2003年，少年A、拉爾夫·佐真斯）2系列

2002年
- 天地無用！GXP（達嵐多）
- 馭龍少年（太陽／沙维路斯、神官）
- 超齡細公主（貓士兵）
- 驚爆危機（恐怖份子C）

2003年
- 萬花筒之星（代理人）
- MOUSE（男性社員）
- 真珠美人魚（2003年—2004年，良、司柏魯）2系列

2004年
- 天上天下（振男）

2006年
- 金色琴弦 ～primo passo～（火原陽樹）
- 銀魂（平藏）
- 發條武士（日语：ぜんまいざむらい）（桑達、座長）
- D.Gray-man（邦格）
- .hack//Roots（日语：.hack//Roots）（皮羅基奧）

2007年
- 劍豪生死鬥（德川忠長[6]）
- 遙遠時空3 紅之月（平惟盛）

2008年
- 紅（選手）

2009年
- 元素獵人（廣播、研究員）
- 蒼天航路（宦官C、曹安民）

### 電影動畫
- 魔法公主（1997年）

### OVA
- 最遊記（1999年，紅孩兒）
- 平行世界物語SPECIAL（日语：デュアル!ぱられルンルン物語）（1999年，潛水艇操作員）
- （2001年）[7]
- 捍衛者21（2002年，侵略者A、黑衣人）
- 守護之心（2003年，學生）
- 紅（2010年，犯人2）

### 網路動畫
- ψchic academy 煌羅萬象（日语：サイキックアカデミー煌羅万象）（2002年，泰爾達、男學生）
- 格鬥天王：另一天（日语：The King of Fighters: Another Day）（2005年，K'）

### 遊戲
- 阿爾納姆之翼 在燒塵之空的彼方（日语：アルナムの翼 焼塵の空の彼方へ）（卡諾伊、霍羅格拉姆）
- 熊之噗太郎 天空是粉紅色的！全員集合!!（那樣是行不通的）（日语：クマのプー太郎）（分別貓）
- 格鬥天王系列（1999年—2010年，K'[3]〈《'99》—《XIII》〉）
- 妹妹公主
- Stand By Say You！（日语：スタンバイSay You!）（男）[注 1]
- 仙界大戰 ～來自電視動畫仙界傳封神演義～（紂王）
- 仙界通錄正史 ～來自電視動畫仙界傳封神演義～（紂王）
- 機獸新世紀鋼鐵衝擊（日语：ゾイドフルメタルクラッシュ）（諾爾登）
- NeoGeo Battle Coliseum（日语：ネオジオバトルコロシアム）（K'）
- 遙遠時空3（平惟盛）
- 美少女纏組（日语：ファイアーウーマン纏組）[注 2]
- 悠久幻想曲 ensemble2（日语：悠久幻想曲）（裁判、盗賊B、居民A）[注 1]
- 領主之戰 -新·蓋亞王國記-（日语：ロードモナーク）（福克斯·洛璔斯坦）

### 廣播劇CD
- ATHENA ～Awakening From the Ordinary Life～ 廣播劇CD（日语：アテナ (ゲーム)#関連作品）（隊員B）
- 艾尼克斯廣播劇CD精選 最遊記2（紅孩兒）
- 輝夜姬（碧）
- 格鬥天王'96 廣播劇CD（士兵）
- 格鬥天王'97 激鬥篇（男C）
- 格鬥天王'97 宿命篇（廣播）
- 格鬥天王'98 廣播劇CD（電台DJ）
- 格鬥天王'99 廣播劇CD（K'）
- 格鬥天王2000（K'）
- 侍魂 SAMURAI SPIRITS 廣播劇CD（武士）
- SAMURAI SPIRITS 2 阿斯拉斬魔傳 廣播劇CD（幕府忍者）
- 真說侍魂 武士道烈傳 廣播劇CD（盗賊）
- 星海遊俠2 二次進化（行郎、競技場助手）
- 快打旋風EX 廣播劇CD（日语：ストリートファイターEX）（廣播）
- 快打旋風EX2 廣播劇CD（青年B）
- （K'）
- 遙遠時空3（平惟盛）
- 秘密 -The Top Secret-（鈴木克洋）
- 瑪莉的鍊金工房 廣播劇CD（回想男子的聲音）
- 戀愛目錄（日语：恋愛カタログ）（山根恭歌）

### 外語配音

#### 電影
- 金屋淚（英语：Room at the Top (1959 film)）（喬凡尼）

#### 電視影集
- 歡樂家庭

### 解說
- 今日健康（日语：きょうの健康）
- （2012年）
- 原來如此！家庭醫生（解說，2012年7月8日—，BS-TBS）

### 音訊解說

#### 電視劇
- 連續電視小說（2007年度—2018年度）
  - 旅館之嫁（2007年前期）
  - 喜代美（日语：ちりとてちん (テレビドラマ)）（2007年後期）
  - 瞳（日语：瞳 (2008年のテレビドラマ)）（2008年前期）
  - 感謝（日语：だんだん）（2008年後期）
  - 翼（日语：つばさ (2009年のテレビドラマ)）（2009年前期）
  - 歡迎龜來（日语：ウェルかめ）（2009年後期）
  - 鬼太郎之妻（2010年前期）
  - 幸福鐵板燒（2010年後期）
  - 太陽公公（2011年前期）
  - 糸子的洋裝店（2011年後期）
  - 小梅醫生（2012年前期）
  - 純與愛（2012年後期）
  - 小海女（2013年前期）
  - 多謝款待（2013年後期）
  - 花子與安妮（2014年前期）
  - 阿政（2014年後期）
  - 小希的洋菓子（2015年前期）
  - 阿淺來了（2015年後期）
  - 大姊當家（2016年前期）
  - 別嬪小姐（2016年後期）
  - 少女的時代（2017年前期）
  - 笑天家（2017年後期）
  - 半邊藍天（2018年前期）
  - 萬福（2018年後期）
- 挑戰（日语：チャレンジド (テレビドラマ)）（2009年）

#### 電視紀錄片
- Professional 行家本色（日语：プロフェッショナル 仕事の流儀）
- 求知的樂趣（日语：知るを楽しむ）

### 有聲書
- （2015年，朗讀）
- （2020年，朗讀、飾 測試員[8]）

### 旁白
- 日立 發現世界不可思議的地方！（日语：日立 世界・ふしぎ発見!）

## 腳註

## 外部連結
- 松田佑貴 （页面存档备份，存于） （日語）—81 Produce公式官網
- 松田佑貴的X（前Twitter） （日語）
- （日語）—松田佑貴的官方個人部落格。